# Collisione aerea di Columbus
Il 22 aprile 1947, un Douglas DC-3 della Delta Air Lines e un Vultee BT-13 Valiant dell'Istituto dell'Aviazione di Tuskegee si scontrarono a mezz'aria sopra l'aeroporto della contea di Muscogee (oggi aeroporto di Columbus) in Georgia, Stati Uniti, e caddero a terra. Tutte le nove persone a bordo di entrambi i velivoli, inclusi otto dirigenti della Delta, persero la vita nell'incidente. La collisione in questione fu il primo incidente mortale per la Delta Air Lines dal 1935 ed è ad oggi il peggior incidente aereo mai avvenuto all'aeroporto di Columbus.

## Gli aerei e gli equipaggi
L'aereo passeggeri della Delta Air Lines coinvolto era un Douglas DC-3C con numero di serie 9066, costruito nel 1943 durante la seconda guerra mondiale nello stabilimento della Douglas Aircraft Company a Long Beach, in California come variante militare Douglas DC-3/C-47-DL. Dopo l'assemblaggio finale, il velivolo fu consegnato alle Forze Aeree dell'Esercito degli Stati Uniti (USAAF) con il codice di registrazione militare 42-32840. Dopo la seconda guerra mondiale, l'USAAF classificò l'aereo come eccedenza e lo ritirò. Nel gennaio 1946 venne rilevato da Delta Air Lines, lo fece convertire nella versione civile DC-3C e lo re immatricolò come NC49657 e il nome Survey. L'aereo bimotore a medio raggio era spinto da due doppi motori radiali Pratt & Whitney R-1830-92 Twin Wasp, ciascuno con una potenza di 1.200 cavalli (890 kW). Al momento dell'incidente, la macchina aveva completato una prestazione operativa totale di 2.899 ore di funzionamento.
Ai comandi del DC-3 per la Delta si trovava il capitano George R. Cushing, 48 anni. Cushing aveva 11.091 ore di esperienza di volo, 1.800 delle quali sul Douglas DC-3. Si sospettava che Clayton Berry, 33 anni, supervisore delle comunicazioni aeroportuali della Delta, con 47 ore di esperienza di volo, fosse seduto al posto di comando destro al momento dell'incidente. Tutti e otto i passeggeri del DC-3 erano dirigenti della Delta Air Lines e il capitano Cushing era il vicepresidente operativo della compagnia aerea. I passeggeri dell'aereo erano diretti a Columbus, in Georgia, per ispezionare l'aeroporto in vista di un futuro scalo tra Atlanta, sempre in Georgia, e Meridian, nel Mississippi, e per incontrare amici e funzionari della città di Columbus. Il team della Delta aveva trascorso il giorno precedente ispezionando l'aeroporto municipale di Macon (l'attuale aeroporto di Macon Downtown) e incontrando funzionari locali per motivi simili a quelli della loro visita a Columbus.
Il secondo aereo coinvolto era un Vultee BT-13 Valiant, un aereo da addestramento militare modificato. L'aereo, con la registrazione NC55312, fu certificato con le sue modifiche presso il Tuskegee Aviation Institute il 20 maggio 1946 e da allora aveva completato 100 ore di volo. Il Vultee era pilotato dal trentanovenne Joseph C. Fussell, che aveva oltre 2.000 ore di esperienza di volo.

## Il disastro
Il DC-3 della Delta Air Lines è decollato dall'aeroporto municipale di Macon alle 10:04. Alle 10:34, dopo un volo di routine, il pilota segnalò il sorvolamento di Columbus. Più o meno nello stesso momento, il pilota del BT-13 si stava avvicinando all'aeroporto della contea di Muscogee da sud-est.
Il BT-13 era decollato alle 10:30 dall'aeroporto municipale di Columbus, un aeroporto appena a sud del centro di Columbus dotato di una pista sterrata. Al momento dell'incidente, era stato recentemente soppiantato dall'Aeroporto della contea di Muscogee come aeroporto principale della città; tuttavia, le attività di aviazione generale dell'aeroporto municipale continuarono fino alla sua chiusura nel 1969. La traiettoria di volo del BT-13 prima di avvicinarsi al Muscogee era sconosciuta.
Il BT-13 raggiunse le vicinanze dell'aeroporto della contea di Muscogee e si avvicinò alla pista 5 senza prima effettuare alcun circuito di attesa. Il DC-3, d'altra parte, inizialmente percorse un circuito e mezzo per l'atterraggio, finché il comandante non lo allineò anch'egli per l'atterraggio sulla pista 5. La visibilità all'aeroporto fu definita "perfetta".
Il DC-3 era entrato nella fase di avvicinamento finale all'aeroporto della contea di Muscogee a un'altezza di soli 10 piedi (3,0 m) quando il Vultee BT-13, anch'esso in fase di atterraggio, toccò improvvisamente terra alle 10:40. I due aerei si incastrarono insieme con l'ala sinistra del BT-13 che si impigliò nell'impennaggio del DC-3. Mentre il peso del BT-13 e la forza della collisione spingevano verso il basso il DC-3, il capitano Cushing portò i motori a tutta potenza, il che fece salire i due aerei a un'altitudine di 150 piedi (46 m) prima che si verificasse uno stallo. I due velivoli, ancora incastrati insieme, colpirono il suolo e presero fuoco. Bruciarono al suolo per un'ora e mezza prima che l'incendio fosse spento dalle squadre dei vigili del fuoco di Columbus, Fort Benning e il Lawson Army Airfield. Tutte le nove persone che occupavano i due aerei morirono nell'impatto o nell'incendio che ne seguì.

## L'indagine
Dopo l'incidente, il Civil Aeronautics Board (CAB) assunse la direzione delle indagini sulla causa dell'incidente. Il presidente della Delta, Collett E. Woolman, attribuì immediatamente l'incidente alla mancanza di una torre di controllo nell'aeroporto. Un'udienza pubblica fu tenuta dal CAB dieci giorni dopo l'incidente. Il CAB pubblicò il suo rapporto finale sull'incidente il 31 luglio 1947. Gli investigatori ritennero Fussell, il pilota del Vultee, responsabile dell'incidente, soprattutto perché non aveva eseguito una circuitazione standard a sinistra e non aveva cercato altro traffico aereo durante l'avvicinamento all'aeroporto.

## Conseguenze
A pochi giorni dalla pubblicazione del rapporto finale del CAB, all'aeroporto della contea di Muscogee fu autorizzato a ricevere aggiornamenti alle sue apparecchiature di navigazione utilizzando fondi federali. Nonostante i ritardi di pianificazione causati dall'incidente, la Delta Air Lines avviò i servizi utilizzando il DC-3 per l'aeroporto il 1 luglio 1947, come scalo lungo una rotta da Atlanta a Fort Worth. Tuttavia, la Delta descrisse la perdita di coloro che erano a bordo del Survey come la "rimozione di alcuni dei membri del personale chiave più preziosi della nostra compagnia". Il terribile incidente fu il primo della Delta dal 1935.